# Kit Kittredge: An American Girl
Kit Kittredge: An American Girl, (também conhecida como Kit Kittredge: An American Girl Mystery (br: Kit, uma Garota Especial ou Kit - Uma Garota Especial) é um filme infantil norte-americano de 2008, do gênero comédia dramática, dirigido por Patricia Rozema e escrito por Ann Peacock, baseado nas histórias de Kit Kittredge de Valerie Tripp. O filme centra-se na personagem da série de bonecas American Girl da Mattel, Kit Kittredge, interpretada por Abigail Breslin, que vive em Cincinnati, Ohio durante a Grande Depressão em 1934.
É o primeiro e único da série de filmes American Girl a ter um lançamento nos cinemas; os três primeiros (Samantha: An American Girl Holiday, Felicity: An American Girl Adventure, Molly: An American Girl on the Home Front) foram filmes de televisão. Tal como acontece com os filmes de TV, Julia Roberts serviu como uma das produtoras executivas.

## Elenco
- Abigail Breslin como Margaret Mildred 'Kit' Kittredge
- Chris O'Donnell como Jack Kittredge
- Julia Ormond como Margaret Kittredge
- Joan Cusack como Miss Lucinda Bond
- Stanley Tucci como Mr. Jefferson Jasper Rene Berk
- Max Thieriot como Will Shepherd
- Jane Krakowski como Miss May Dooley
- Madison Davenport como Ruthie Smithens
- Zach Mills como Stirling Howard IV
- Austin MacDonald como Roger
- Willow Smith como Countee (Constance)
- Wallace Shawn como Sr. Gibson
- Glenne Headly como Sra. Howard
- Colin Mochrie como Sr. Pennington
- Kenneth Welsh como tio Hendrick
- Brieanne Jansen como Frances Stone
- Erin Hilgartner como Florence Stone
- Martin Roach como Hobo Doctor
- Elisabeth Perez como colega de classe #1
- Jordan Rackley como colega de classe #2
- Dylan Scott Smith como Frederich

## Produção

### Desenvolvimento

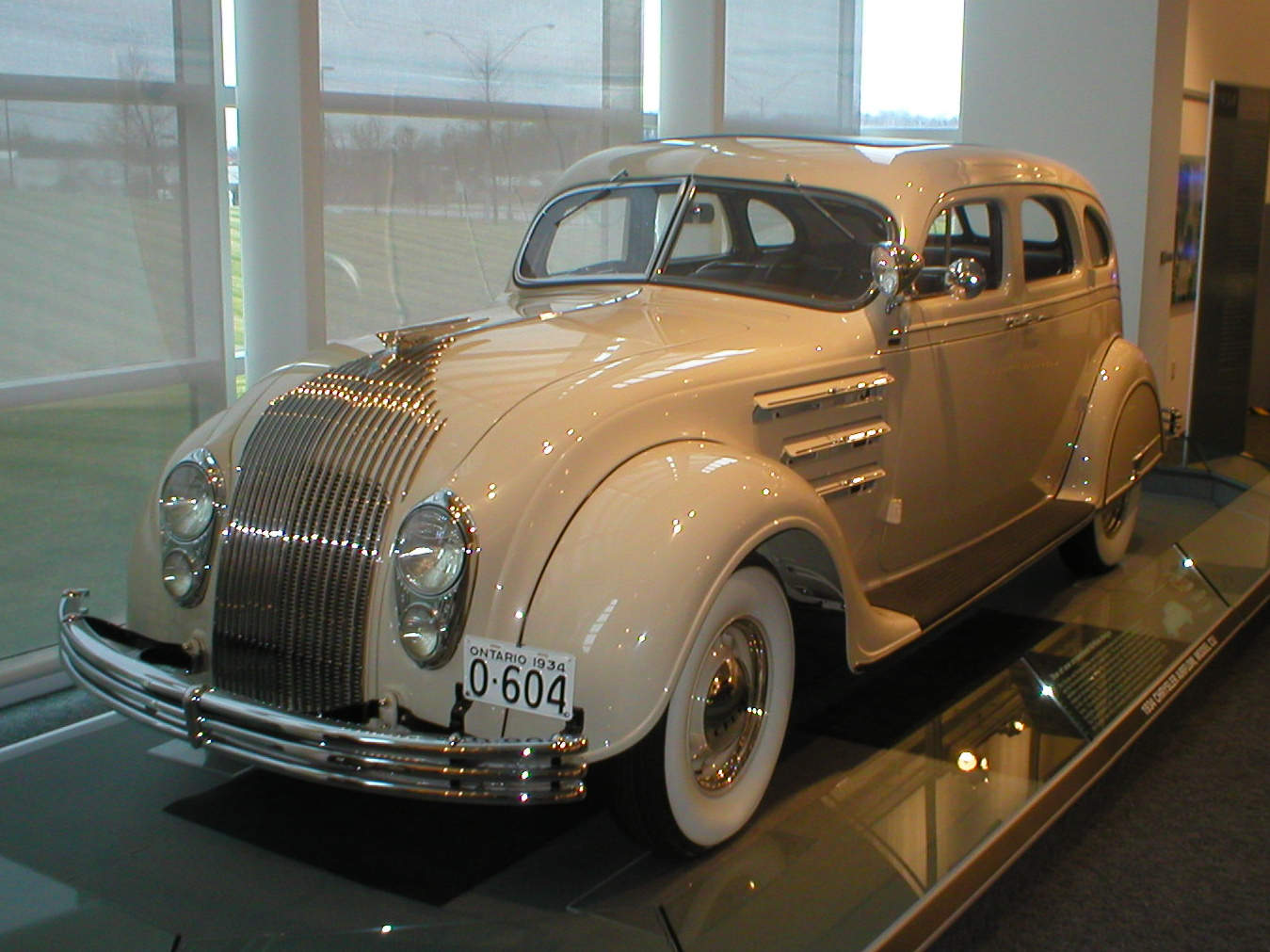
Uma frota de veículos foi usada nas cenas das concessionárias do filme, entre elas um Chrysler Airflow dirigido por Jack Kittredge (Chris O'Donnell).

As idéias de um possível longa-metragem que gira em torno da personagem foram discutidas pela empresa há vários anos, embora a presidente da American Girl Ellen L. Brothers tenha afirmado que "tudo era novo para nós" e tivesse que explorar a viabilidade de um filme live action, produzindo adaptações feitas para a televisão de personagens da American Girl. Após os sucessos de Samantha: An American Girl Holiday e os filmes de TV subsequentes, várias opções foram consideradas para fazer a transição para o cinema.
A produção do filme, que envolveu a finalização do roteiro e do elenco, a preparação do filme e a filmagem principal, levou aproximadamente quatro meses devido a limitações de parte da disponibilidade de Abigail Breslin antes de iniciar outra produção. Os ângulos da câmera também foram levados em consideração, com a equipe de filmagem tomando cuidado para não fotografar áreas ou objetos no local que seria deslocado no cenário da década de 1930. Uma utilização de várias câmeras também foi usada para acelerar o processo. As filmagens foram feitas em Toronto e nos arredores de Tottenham, Ontário, no verão de 2007.
O departamento de figurino fez uso de fotografias vintage de Dorothea Lange e de antigos catálogos Sears-Roebuck para criar as roupas da era da Depressão do elenco. Como a família Kittredge iria gastar menos na roupa extra, os figurinos foram desgastados usando lixa e fosfato trissódico, desaparecendo as cores das roupas para dar uma sensação de mais velho e desgastado.
Entre alguns dos veículos usados no filme, vários da marca Chrysler Airflow de 1934 foram usados, um dos quais era dirigido pelo pai de Kit. Além do Airflow, também foram utilizados um sedan verde Plymouth PC de 1933 e vários DPs Dodge de 1933. O lote do carro foi retratado como uma concessionária Chrysler-Plymouth-Dodge em Cincinnati em 1934. Um carro de rua antigo da Comissão de Trânsito de Toronto “Peter Whit” substituía um da cidade de Cincinnati.

## Recepção
O filme recebeu críticas geralmente favoráveis da crítica. Em 29 de abril de 2011, o agregador de críticas Rotten Tomatoes relatou que 79% dos críticos deram críticas positivas ao filme, com base em 98 críticas, e deram a ele um Golden Tomato para Melhor Filme Infantil de 2008. Metacritic relatou que o filme tinha uma pontuação média de 63 em 100, com base em 27 comentários.
Roger Ebert, do Chicago Sun-Times, disse: "Ele tem uma ótima aparência, performances envolventes, substância real e até alguns sussurros de idéias políticas", e no The New York Times, Jeannette Catsoulis disse: "este elegante filme de coração na manga está repleto de lições de vida louváveis". Elizabeth Weitzman, do New York Daily News, chamou de chamou de "resolutamente antiquado" e pensou "o roteiro parece um pouco rígido e moralista às vezes", mas acrescentou: "é difícil culpar um filme com uma heroína tão inteligente e de bom coração". Megan Basham, da World Magazine, disse: ""Mesmo que os jovens fãs não consigam relacionar as lutas do filme com a própria vida, Kit ainda oferece mais do que os programas e filmes normalmente voltados para o mercado feminino entre meninas. Além do simples valor educacional de dar um filme a elas para se conectar com suas lições de história, o filme também se concentra em temas mais significativos do que o materialismo e a beleza defendidos".
Uma crítica menos favorável veio de James Verniere, do The Boston Herald, chamando o filme de "unidimensional" e dizendo "Não tenho argumentos com o tema do empoderamento destinado a um público de meninas. No entanto, faço exceção a um enredo que é banal e previsível e a performances que variam desde OK até risível". Josh Larsen, do jornal de Illinois The Sun, também deu a Kittredge uma crítica negativa, lamentando o enredo do filme como condescendente com seu público-alvo, afirmando "Kit Kittredge: An American Girl seria o filme perfeito para crianças de 6 a 9 anos de idade, se não visasse o nível intelectual de uma criança pequena".